# Flotte de porte-avions de l'US Navy

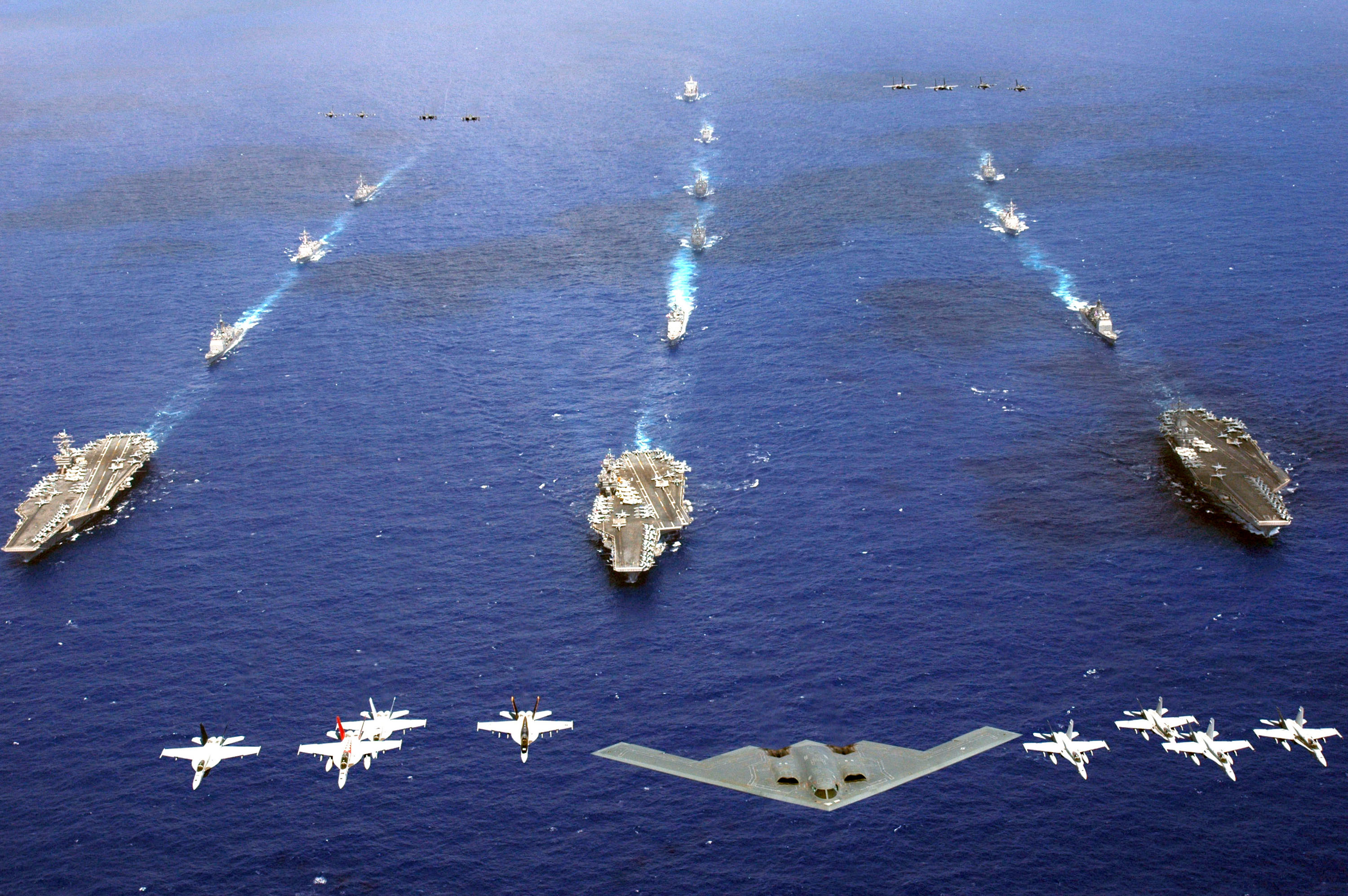
L'exercice Valiant Shield mené dans la partie ouest de l'océan Pacifique le 18 juin 2006 regroupa dans un groupe de forces combinées 28 navires, 300 aéronefs et environ 20000 militaires. De gauche à droite : les porte-avions USS Abraham Lincoln (CVN-72), et. À noter que le plus ancien des porte-avions en service (Kitty Hawk) côtoie le plus récent (Ronald Reagan).
Aéronefs de gauche à droite : F/A-18E, 2 TF-18F/F/A-18F, F/A-18E, B-2 Spirit, 4 F/A-18C.

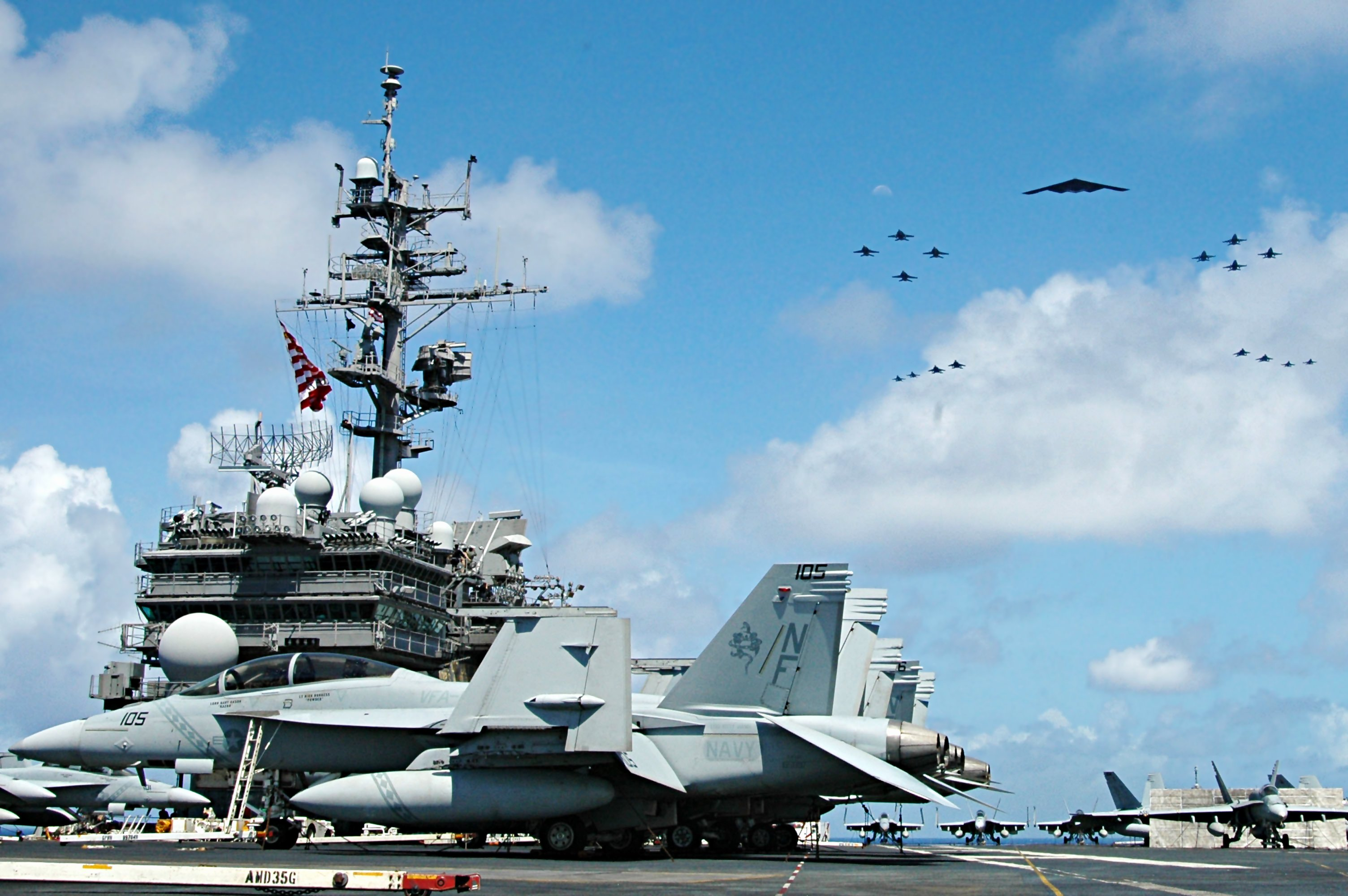
Photo depuis le pont du Kitty Hawk (CV-63)

Les États-Unis d’Amérique est le pays possédant le plus grand nombre de porte-avions en service avec onze unités (début 2020).  
Après une réduction de la flotte à dix porte-avions, après le retrait en décembre 2012 de l’USS Enterprise (CVN-65), l'ensemble des unités américaines était de classe Nimitz, dont le navire de tête, a été conçu dans les années 1960 et mis en service en 1975. L'entrée en service en 2017 du USS Gerald R. Ford (CVN-78) porte la flotte à nouveau à 11 unités et marque l'arrivée d'une nouvelle classe de porte-avions, la classe Gerald R. Ford.
Les porte-avions dont les groupes aériens embarqués sont les Carrier Air Wing ne naviguent jamais seuls, ils sont toujours escortés par une flottille composée d’une dizaine de bâtiments divers (croiseurs Aegis, destroyers, frégates, sous-marins et navires ravitailleurs) assurant la défense et le soutien du porte-avions. Cet ensemble de navires constituent le groupe de combat aéronaval (« GCA », en anglais « CVBG » pour Carrier Vessel Battle Group), capable d’intervenir rapidement dans n’importe quel endroit du monde.

## Les onze bâtiments en service

### L'USSNimitz(CVN-68)

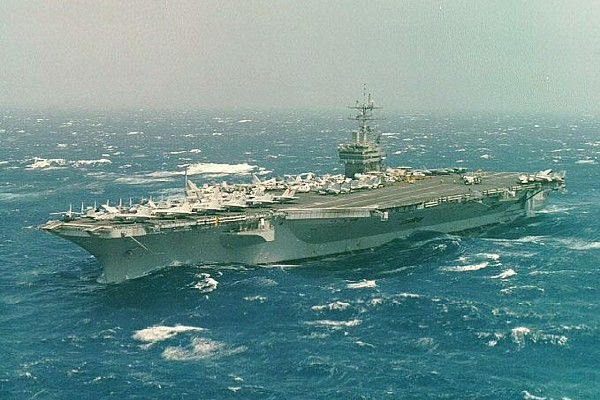
USS Nimitz CVN-68

Mis en service le 3 mai 1975, il marque le choix en faveur de la propulsion nucléaire (ce que signifie le N de CVN), après les hésitations à la suite de l'USS Enterprise (huit réacteurs) et de l'USS John F. Kennedy équipé d'une propulsion à vapeur produite par chaudière au gazole. Il doit son nom à l'amiral américain Chester Nimitz (1885-1966), commandant de la flotte du Pacifique durant la Seconde Guerre mondiale. Le film Nimitz, retour vers l'enfer (The Final Countdown) réunissant les acteurs Kirk Douglas et Martin Sheen fut tourné par Hollywood sur ce bâtiment en 1980. Tous les porte-avions de l'United States Navy construits de 1970 à 2008 appartiennent à la classe Nimitz.
Son port d'attache était Bremeton dans le Washington de 1987 à 2000 puis North Island dans la baie de San Diego en Californie

### L'USSDwight D. Eisenhower(CVN-69)

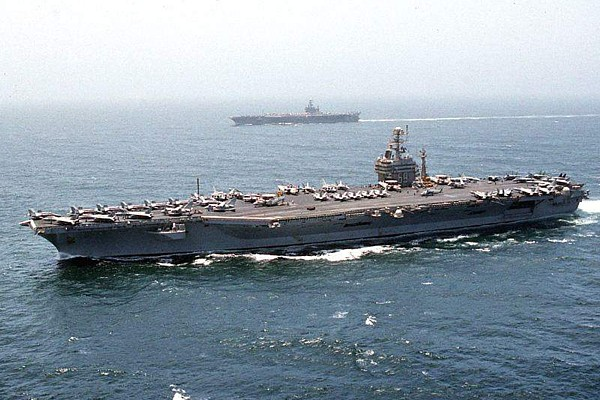
USS Dwight D. Eisenhower CVN-69

Second de la classe Nimitz, il fut mis en service le 18 octobre 1977. Il porte le nom du 34e président des États-Unis, Dwight David Eisenhower (1890-1969), qui fut tout comme Chester Nimitz, un des principaux chefs militaires américains de la Seconde Guerre mondiale.
Port d'attache : Norfolk, Virginie

### L'USSCarl Vinson(CVN-70)

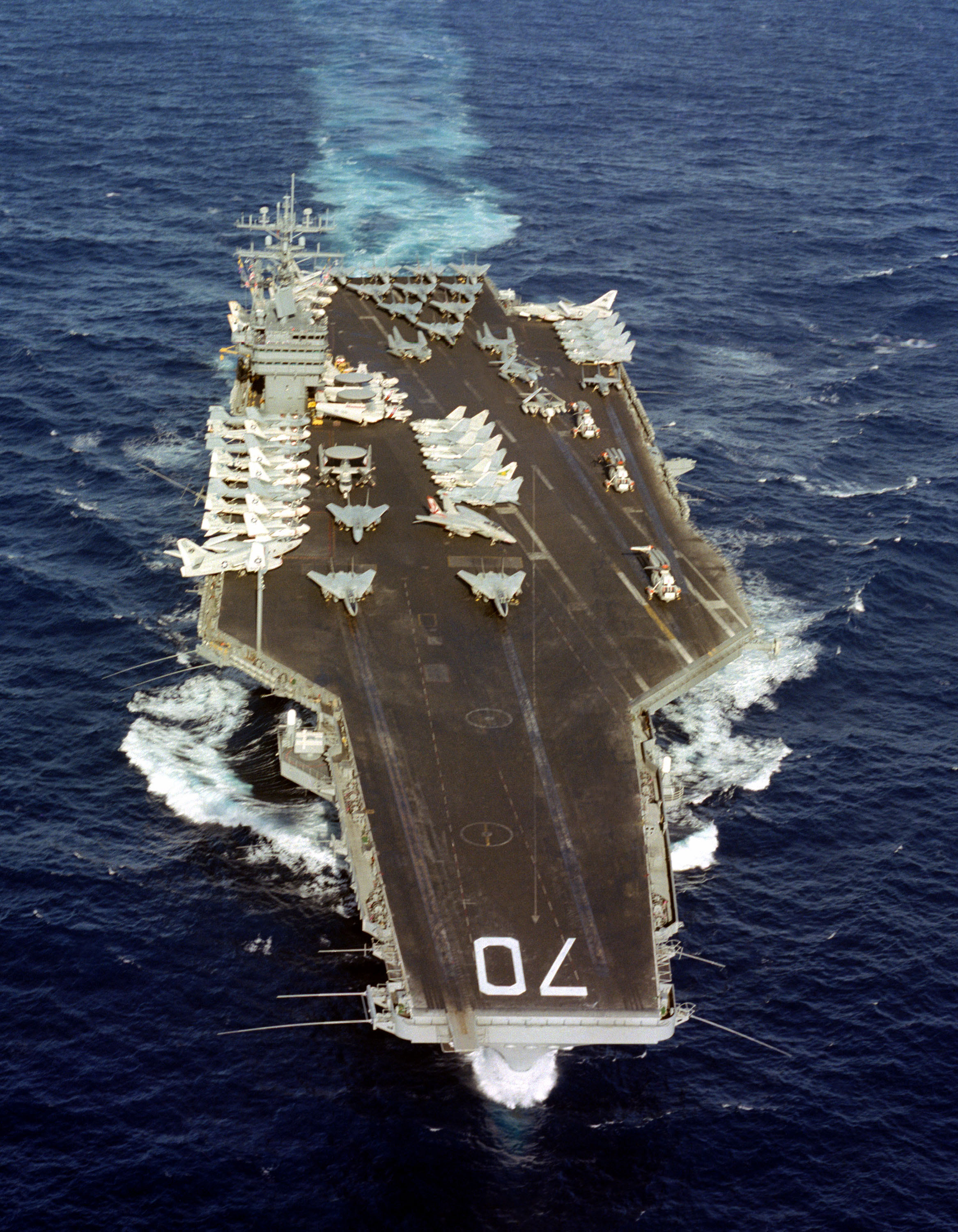
USS Carl Vinson CVN-70

Mis en service du navire le 13 mars 1982, il porte le nom du représentant démocrate de la Géorgie au Congrès des États-Unis, Carl Vinson (1883-1981). Siégeant pendant 50 ans à la Chambre des représentants, il y fut le président du House Naval Affairs Committee dans les années 1930 et 1940 et à l'initiative de plusieurs lois de renforcement de l'US Navy. Il faillit être le premier Américain témoin du lancement d'un porte-avions à son nom mais il mourut quelques mois avant.
Port d'attache : San Diego, Californie

### L'USSTheodore Roosevelt(CVN-71)

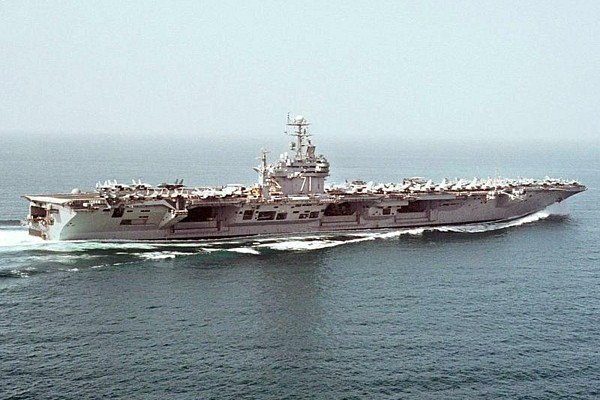
USS Theodore Roosevelt CVN-71

Mis en service dès le 25 octobre 1986, le Theodore Roosevelt est le 4e de la classe Nimitz. Il porte le nom du 26e président américain, Theodore Roosevelt (1858-1919).
Port d'attache : Norfolk, Virginie

### L'USSAbraham Lincoln(CVN-72)

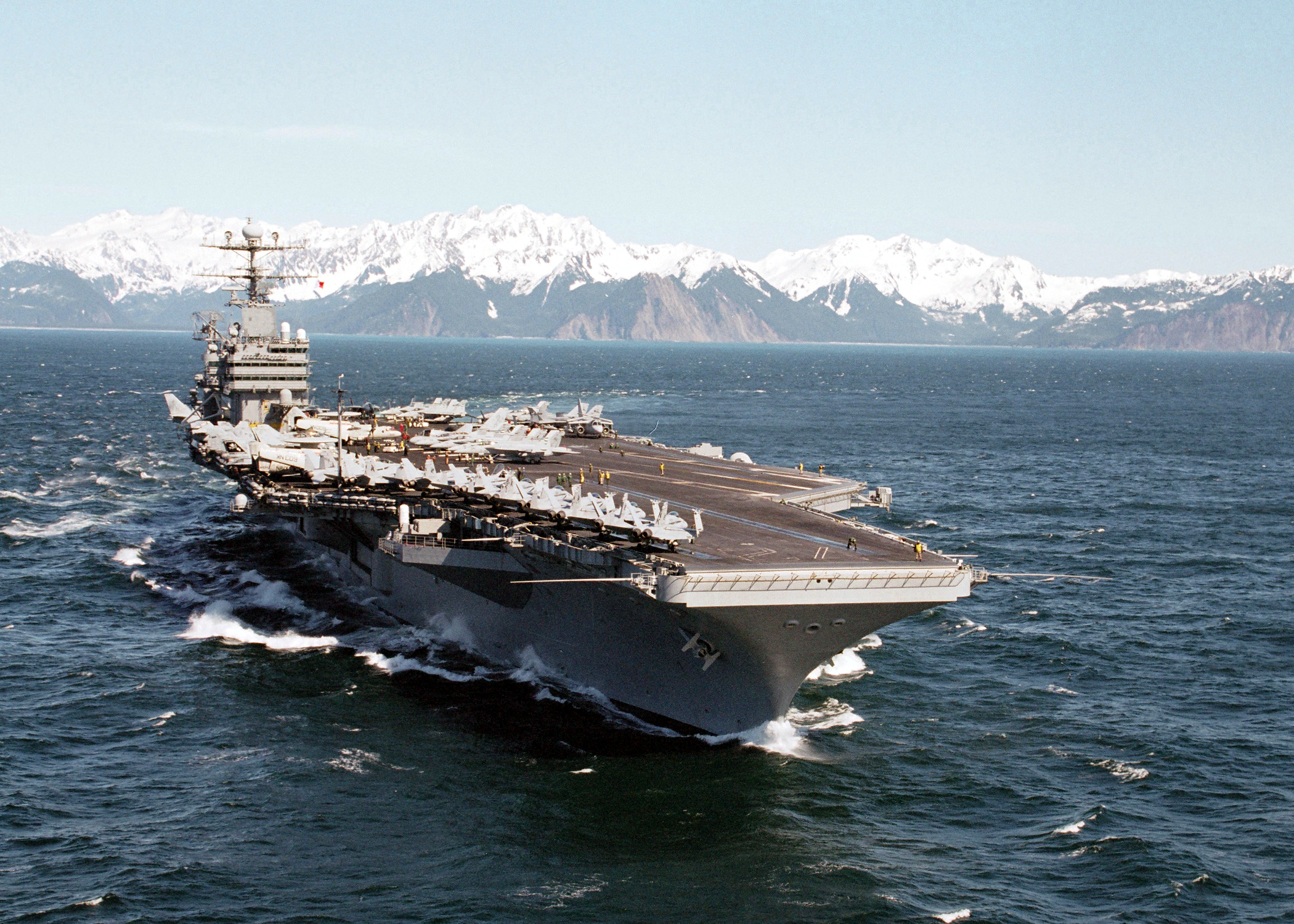
USS Abraham Lincoln CVN-72

Mis en service le 11 novembre 1989, il est baptisé en l'honneur du 16e président des États-Unis, Abraham Lincoln, assassiné au lendemain de la guerre de Sécession (1865). Surnommé « Abe », c'est sur ce bâtiment que le 1er mai 2003 George W. Bush prononça son discours Mission accomplie à la fin de la guerre en Irak (2003-2006).
Port d'attache : Everett, État de Washington puis North Island dans la baie de San Diego en Californie depuis 2019.

### L'USSGeorge Washington(CVN-73)

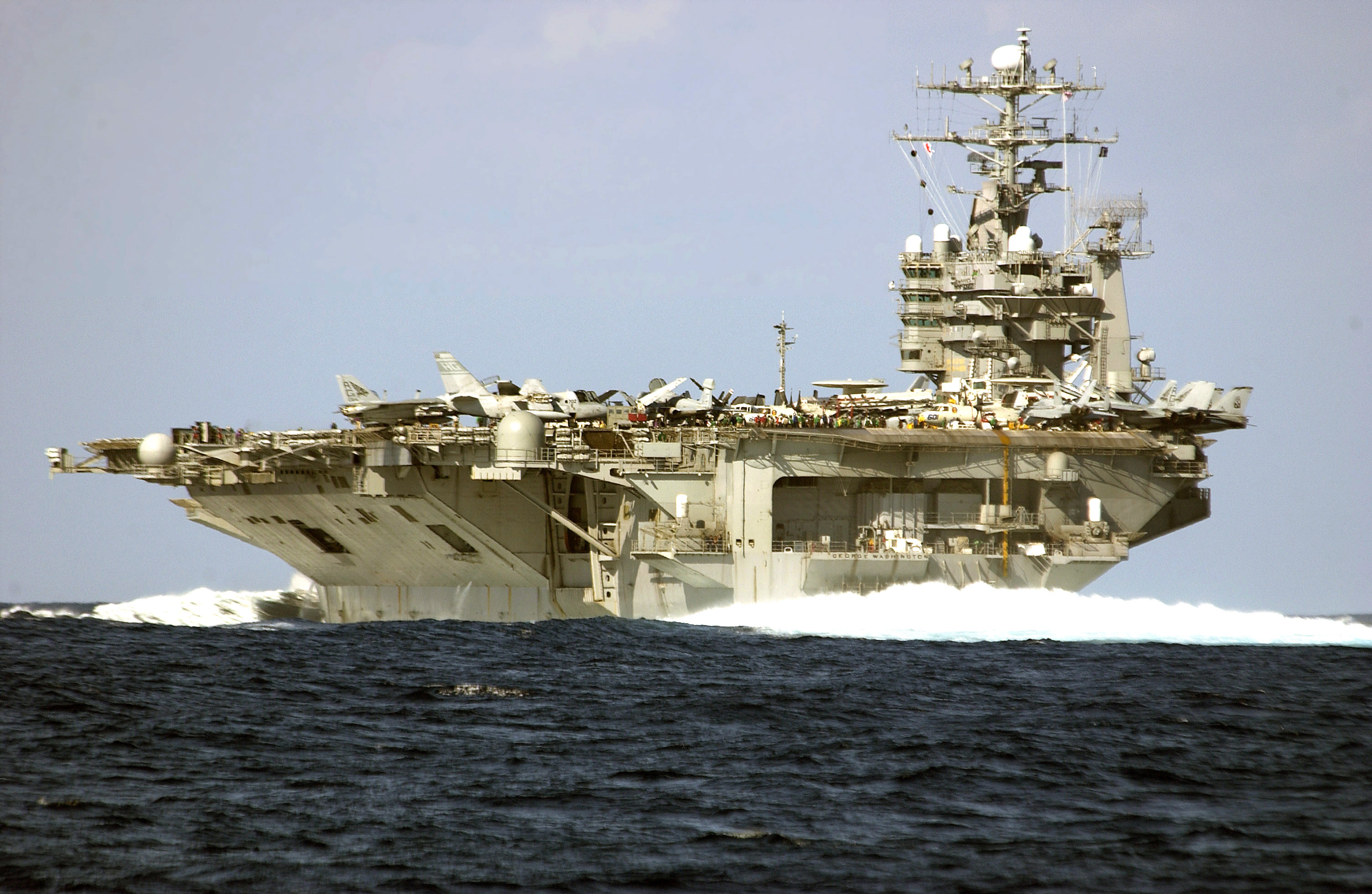
USS George Washington CVN-73

Mis en service le jour de la fête nationale américaine, le 4 juillet 1992, il porte le nom du premier président des États-Unis, George Washington (1732-1799). GW » et ses deux prédécesseurs font partie du groupe dit « Rushmore ». En effet, ces trois présidents ont leur tête sculptée dans le mont Rushmore dans le Dakota du Sud. Le quatrième président qui y est représenté, Thomas Jefferson, se montrant fort peu préoccupé par les affaires maritimes, n'aura sans doute jamais un porte-avions à son nom[réf. nécessaire].
Ce porte-avions est la première « arme nucléaire » présente sur le territoire japonais depuis la fin de la Seconde Guerre mondiale, et son arrivée à Yokosuka suscite quelques troubles auprès de la population locale.
Port d'attache : Yokosuka, Japon

### L'USSJohn C. Stennis(CVN-74)

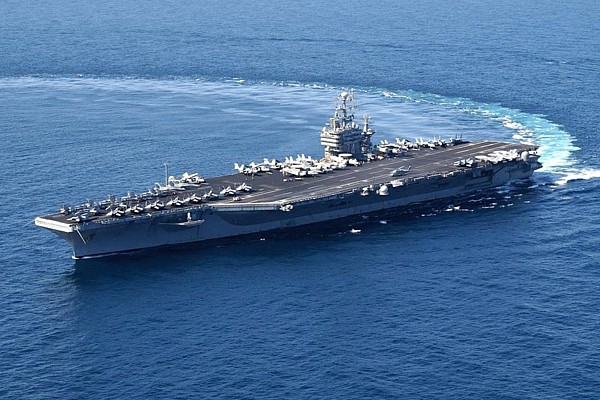
USS John C. Stennis CVN-74

Mis en service le 9 décembre 1995, il porte le nom d'un sénateur démocrate de l'État du Mississippi John C. Stennis (1901-1995) qui était un fervent partisan de la marine. Le fait que Stennis soit originaire d'un État du Sud, valut au porte-avions le surnom de « Johnny Reb », référence à la guerre de Sécession.
Port d'attache : Bremerton, État de Washington

### L'USSHarry S. Truman(CVN-75)

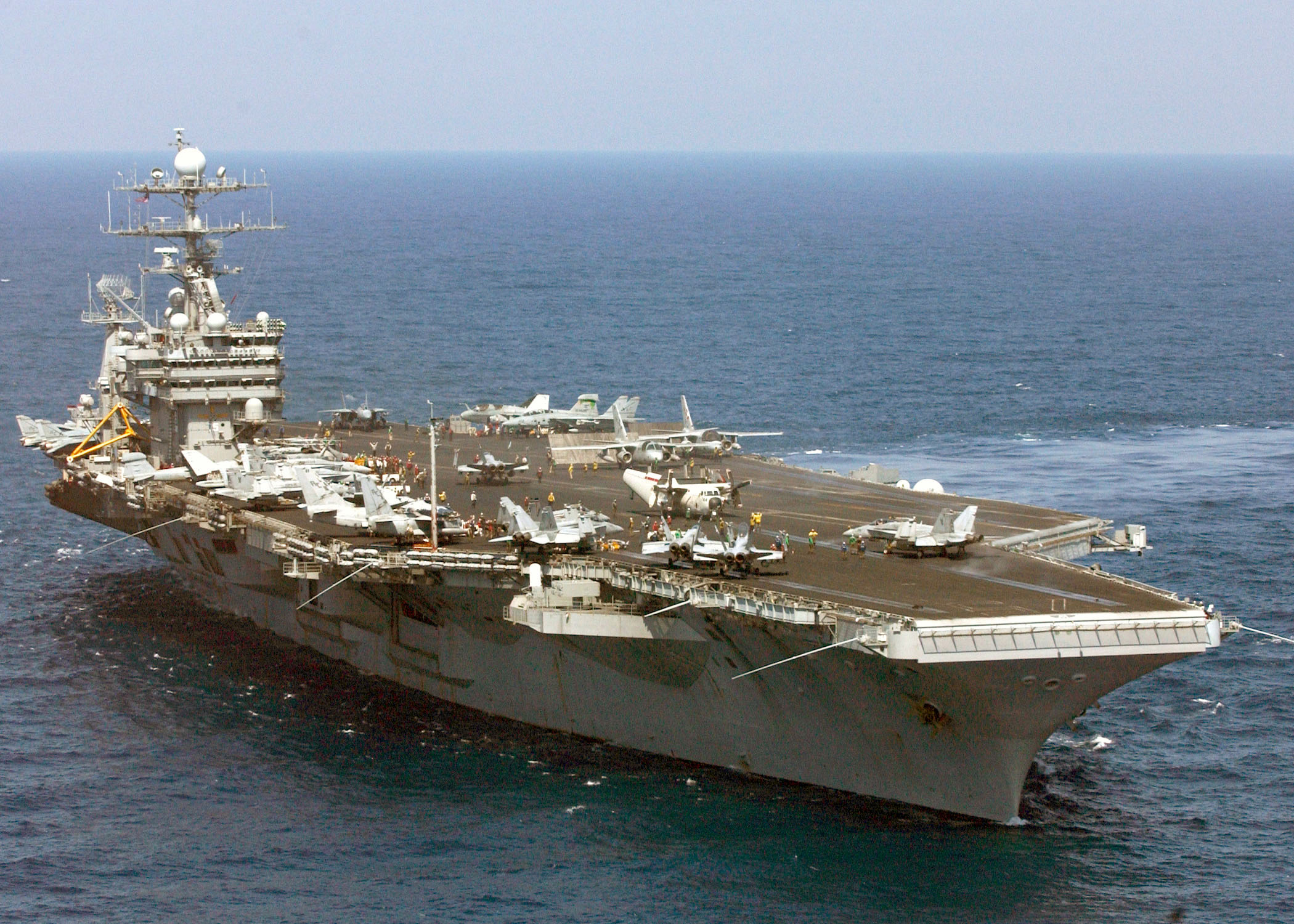
USS Harry S Truman CVN-75

Mis en service le 25 juillet 1998, il porte le nom du 33e président américain Harry Truman. Le nom initialement choisi par les amiraux fut United States, tout comme aurait dû s'appeler le premier « super-porte-avions » CVA-58, dont la construction a été décidée en 1949 et dont l'administration Truman annula la construction la même année. Le changement de nom fut décidé par l'administration Clinton. Pour la seconde fois, le nom du président Truman était préféré à celui d'United States.
Port d'attache : Norfolk, Virginie

### L'USSRonald Reagan(CVN-76)

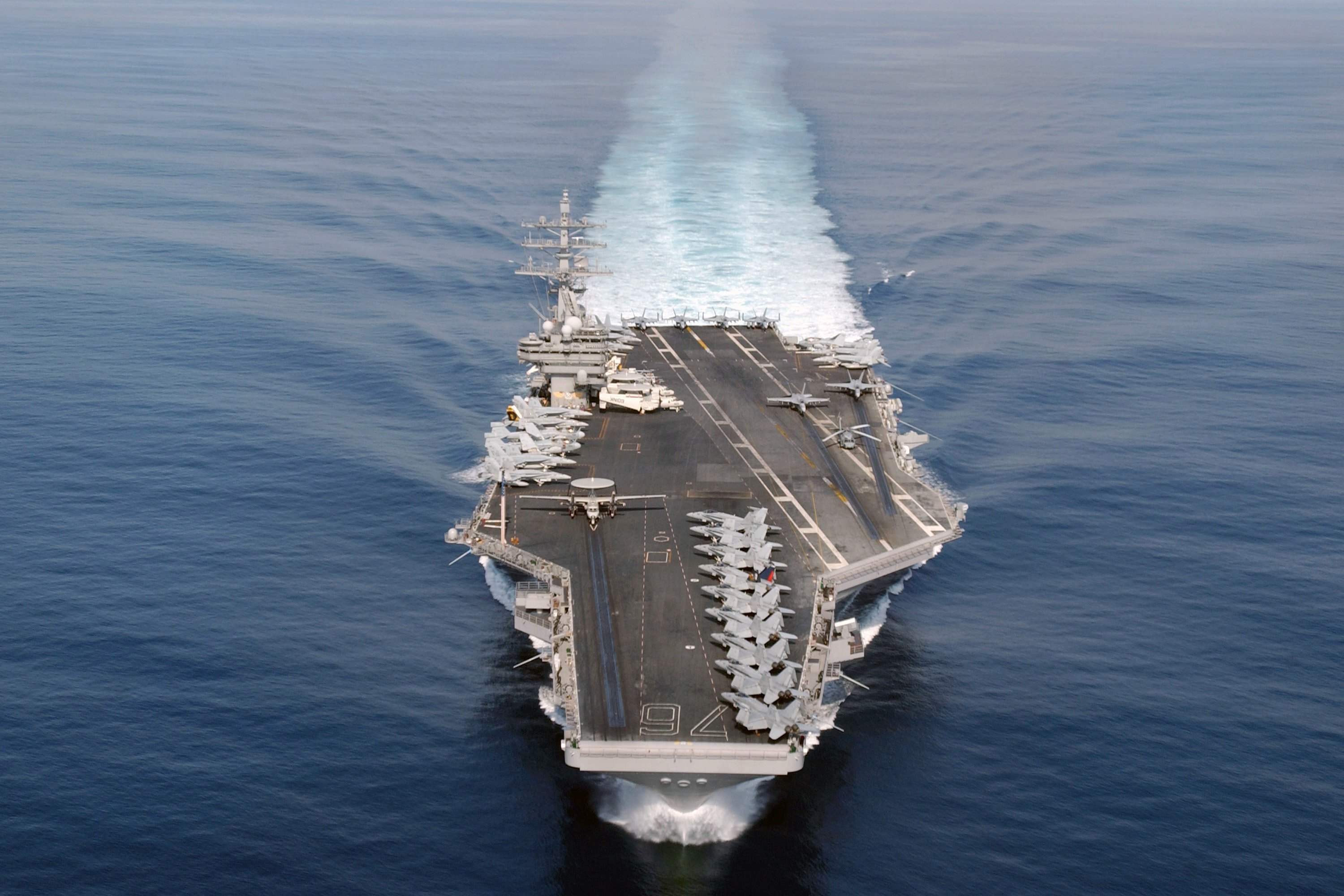
USS Ronald Reagan CVN-76

Mis en service le 12 juillet 2003, il porte le nom du 40e président Ronald Reagan (1911-2004). Il est le premier de la sous-classe Reagan. Il remplace l’USS Constellation (CV-64).
Reagan, atteint de la maladie d'Alzheimer, ne put assister au lancement du porte-avions et ce fut son épouse, Nancy Reagan, qui baptisa le navire.
Port d'attache : Naval Air Station North Island, Californie puis Yokosuka depuis 2015

### L'USSGeorge H. W. Bush(CVN-77)

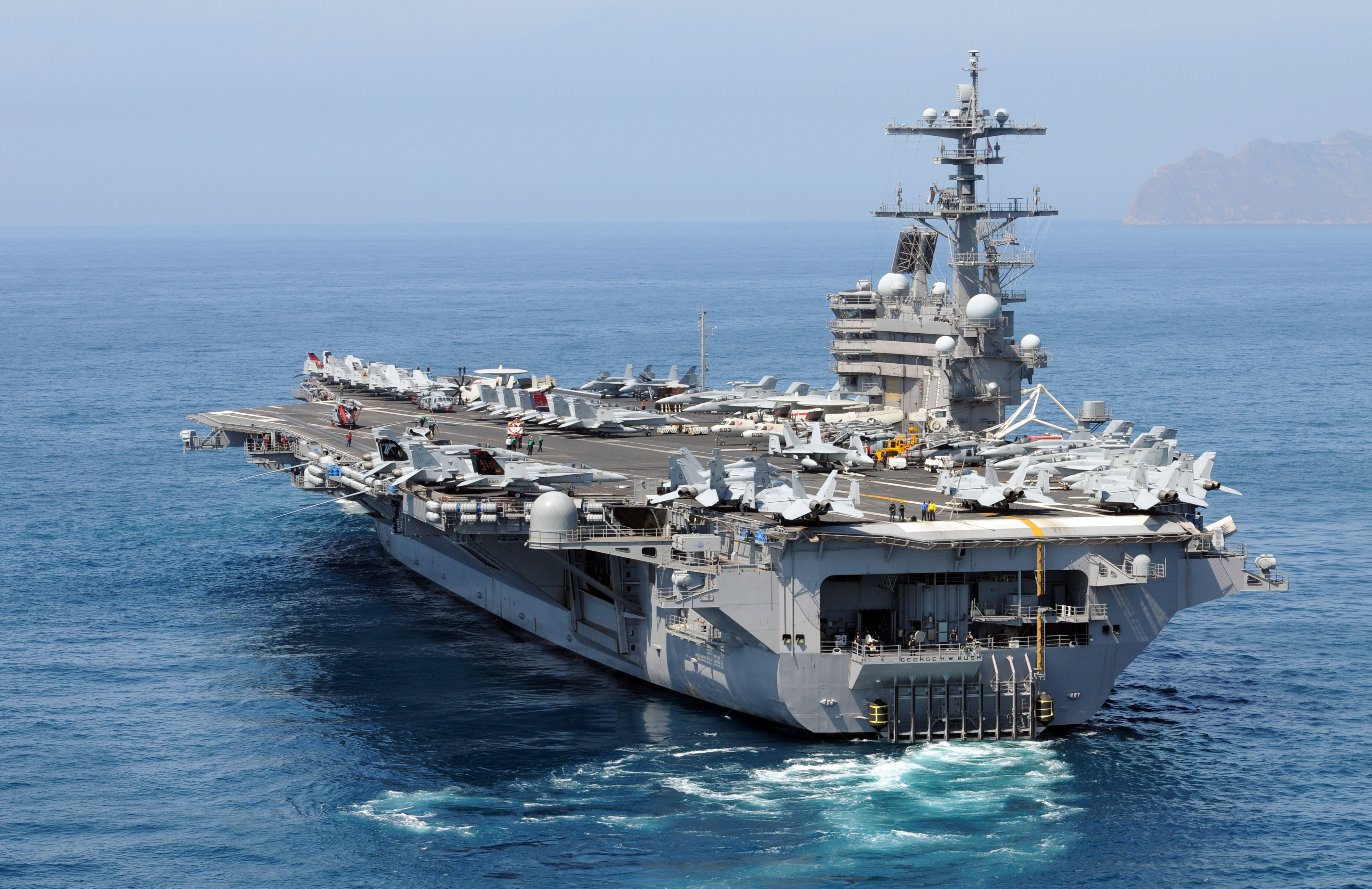
USS George H. W. Bush CVN-77

Mis en service le 10 janvier 2009, il porte le nom du George Herbert Walker Bush (1924-2018), 41e président des États-Unis et qui fut pilote d'aéronavale pendant la Seconde Guerre mondiale. Le porte-avions fut lancé le 7 octobre 2006 en présence de ce dernier et de son fils, George W. Bush, alors président en exercice. Il est le dixième et dernier CVN de la classe Nimitz et remplace dans l'active une autre unité, le USS Kitty Hawk. L'îlot du George H. W. Bush est de construction nouvelle, plus furtive.
Port d'attache : Norfolk, Virginie

### L'USSGerald Ford(CVN-78)

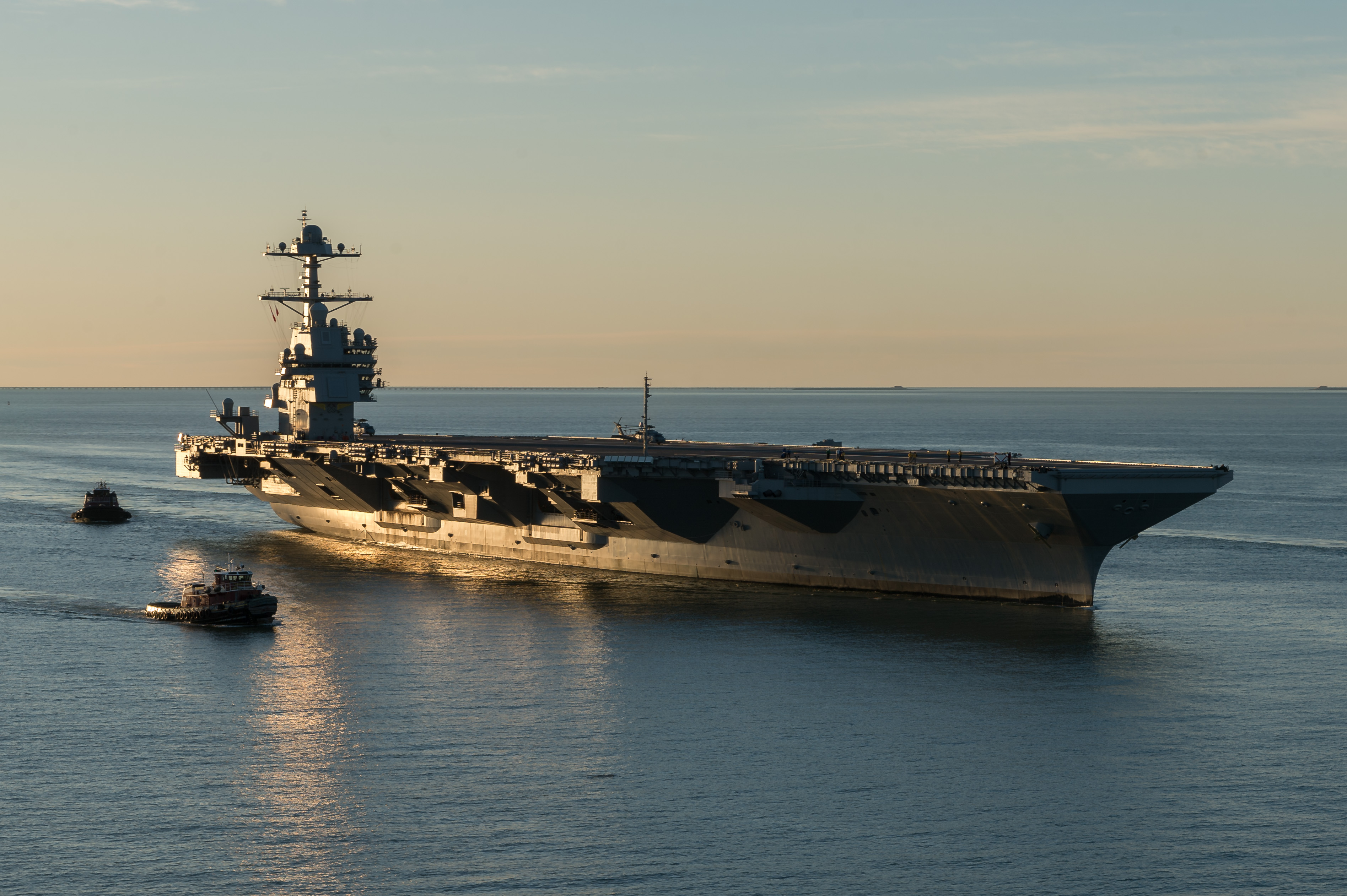
USS Gerald R. Ford (CVN-78)

Le premier de cette nouvelle classe, l'USS Gerald R. Ford (CVN-78) devait initialement être lancé en juillet 2013 pour une mise en service en 2015. Par suite d'un retard dans sa construction, son lancement a lieu le 17 novembre 2013 et sa mise en service le 22 juillet 2017 par le président Trump.
Il porte le nom de l'ancien président Gerald Ford (1913-2006) qui servit pendant la Seconde Guerre mondiale sur le porte-avions USS Monterey. Il remplace dans le service actif l'USS Enterprise célèbre pour avoir été le premier porte-avions nucléaire au monde.
Port d'attache : Norfolk, Virginie

## Les futurs navires
Les futurs porte-avions américains seront de la classe Gerald R. Ford, anciennement CVNX (porte-avions nucléaire expérimental). En août 2013, deux étaient en construction, USS Gerald Ford (CV-78) et USS John F. Kennedy (CV-79) et un programmé, USS Enterprise.

### L'USSJohn F. Kennedy(CVN-79)
Mise en service à l'origine prévue en 2020 (repoussée en 2025), la construction de ce porte-avions a débuté en 2011. Il sera le second porte-avions à porter le nom de John Fitzgerald Kennedy (1917-1963), 35e président des États-Unis et qui servit dans l'US Navy durant la Seconde Guerre mondiale. Il remplacera l'USS Nimitz.

### L'USSEnterprise(CVN-80)
Sa mise en service est prévue, en 2024, pour 2029 avec une mise en construction en 2022. Son nom a été dévoilé le 1er décembre 2012 par un discours du secrétaire à la Marine des États-Unis lors de la cérémonie de désarmement du précédent USS Enterprise et il était alors prévus une mise en construction début 2018 pour une mise en service en 2025.

### L'USSDoris Miller(CVN-81)
Le navire rend hommage au marin et cuisinier Doris Miller qui a reçu la Navy Cross pour ses actions lors de l'attaque de Pearl Harbor. Ce sera le deuxième navire nommé en son honneur, le premier étant le destroyer d'escorte USS Miller (FF-1091).
Le CVN-81 est construit par Huntington Ingalls Industries au Newport News Shipbuilding, le chantier naval Northrop Grumman de Newport News, en Virginie. La cérémonie de découpe de la première tôle a lieu le 25 août 2021. Le navire est actuellement[Quand ?] prévu pour remplacer l'USS Carl Vinson (CVN-70) avec une mise en service en 2030.